# Капучін Руссо
Капучін Руссо (фр. Capucine Rousseau; нар. 21 квітня 1980) — колишня французька тенісистка.
Найвищу одиночну позицію світового рейтингу — 118 місце досягла 1 листопада 2004, парну — 310 місце — 25 жовтня 2004 року.
Здобула 3 одиночні титули туру ITF.

## Фінали ITF
| турніри $25,000 |
| турніри $10,000 |

### Одиночний розряд: 5 (3–2)
| Результат | Ранг | Дата              | Турнір                       | Покриття  | Суперниця               | Рахунок       |
| --------- | ---- | ----------------- | ---------------------------- | --------- | ----------------------- | ------------- |
| Перемога  | 1.   | 13 травня 2001    | ITF Тортоса, Іспанія         | Ґрунт     | Даніела Клеменшиц       | 6–3, 6–0      |
| Поразка   | 2.   | 30 червня 2002    | ITF Періге, Франція          | Ґрунт     | Maria-Rosa Sitja-Gibert | 3–6, 6–7(7)   |
| Поразка   | 3.   | 10 листопада 2002 | ITF Вільнав-д'Орнон, Франція | Ґрунт (i) | Мая Палавершич          | 2–6, 6–1, 4–6 |
| Перемога  | 4.   | 20 липня 2003     | ITF Ле-Туке, Франція         | Ґрунт     | Наташа Рандріантефі     | 7–6(3), 6–0   |
| Перемога  | 5.   | 14 грудня 2003    | ITF Острава, Чехія           | Килим (i) | Мервана Югич-Салкич     | 6–2, 7–6(4)   |

### Парний розряд: 2 (0–2)
| Результат | Ранг | Дата          | Турнір                    | Покриття | Партнерка        | Суперниці                          | Рахунок  |
| --------- | ---- | ------------- | ------------------------- | -------- | ---------------- | ---------------------------------- | -------- |
| Поразка   | 1.   | 6 травня 2001 | ITF Кань-сюр-Мер, Франція | Ґрунт    | Софі Жорже       | Карін Борню Каролін Денін          | 4–6, 3–6 |
| Поразка   | 2.   | 7 травня 2001 | ITF Тортоса, Іспанія      | Ґрунт    | Северін Бельтрам | Даніела Клеменшиц Сандра Клеменшиц | 3–6, 3–6 |